# Hayden Mullins
Hayden Ian Mullins (* 27. März 1979 in Reading, Berkshire) ist ein ehemaliger englischer Fußballspieler.

## Vereinskarriere
Im August 1996 kam Mullins in den Jugendkader von Crystal Palace. Im Alter von 18 Jahren gab er sein Debüt gegen die Bolton Wanderers im August 1998. Das erste Tor erzielte er in seinem dritten Einsatz für den Verein. Er etablierte sich sehr schnell innerhalb der Mannschaft und schloss seine erste Saison mit 45 Einsätzen in Liga und Pokal ab. Er wurde zum Spieler des Jahres ernannt und bestritt Einsätze für die englische U-21 Nationalmannschaft.
In der Saison 1999/2000 hatte Crystal Palace finanzielle Probleme, so dass keine neuen Spieler verpflichtet werden konnten. So konnte Mullins ungehindert seine Stammplatz innehalten. Mit 49 Liga- und Pokaleinsätzen schaffte er mit der Mannschaft den Abstieg in die Football League One zu verhindern.
2003 wechselte er dann für £625.000 zu West Ham United, für die er 180 Ligaspiele absolvierte und vier Tore erzielte. Trotz großer Konkurrenz vom argentinischen Nationalspieler Javier Mascherano konnte er seinen Stammplatz im Mittelfeld von West Ham behaupten.
Im Januar 2009 unterzeichnete Mullins einen Vertrag beim FC Portsmouth, bei dem er zu den Stammkräften zählte.